# Dordi Nordby
Dordi Agathe Nordby (Bærum, 8 aprile 1964) è una giocatrice di curling norvegese.

## Biografia
Partecipò ai XV Giochi olimpici invernali edizione disputata a Calgary  (Canada) nel 1988, riuscendo ad ottenere la terza posizione nella squadra norvegese con le connazionali Trine Trulsen, Marianne Aspelin, Hanne Pettersen e Mette Halvorsen. 
Nell'edizione la nazionale canadese si classificò prima, la svedese seconda. La competizione ebbe lo status di sport dimostrativo. Vinse una medaglia d'argento alle successive olimpiadi invernali.